# Šáhnáme

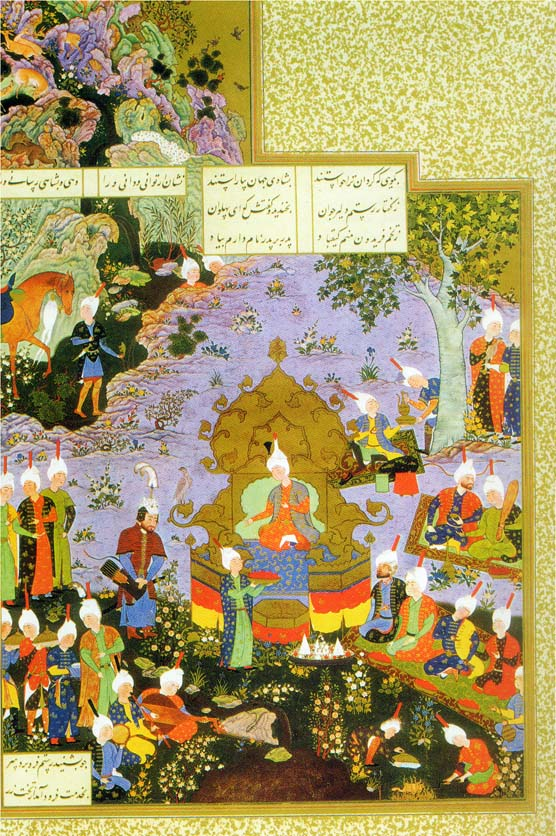
Ilustrace zobrazují hrdiny Kaj Kobáda a Rustama.

Šáhnáme (persky شاهنامه, "Kniha králů") je rozsáhlé veršované dílo (epos) sepsané perským básníkem Firdausím a dokončené kolem roku 1010, platící za národní epos v širší íránské kulturní oblasti. Skládá se z více než 60 000 veršů a pojednává o mytologické i historické minulosti tohoto prostoru, od stvoření světa až po dobytí Persie muslimy v 7. století.
Šáhnáme hraje ústřední roli v perské kultuře a je považována za literární veledílo určující národní identitu Íránu. Velký význam má též pro současné přívržence zoroastrismu.